# 1998
Il 1998 (MCMXCVIII in numeri romani) è un anno  del XX secolo.

## Eventi

### Gennaio
- 2 gennaio – il governo russo mette in circolazione i nuovi rubli per frenare l'inflazione e aumentare la fiducia.
- 4 gennaio – in Lituania viene eletto presidente il lituano-statunitense Valdas Adamkus.
- 13 gennaio – Alfredo Ormando si dà fuoco in piazza San Pietro per protestare contro l'atteggiamento della Chiesa cattolica nei confronti degli omosessuali. Morirà dieci giorni dopo.
- 14 gennaio – viene sottoscritta da 26 nazioni una moratoria sulle esplorazioni minerarie e petrolifere nell'Antartide.
- 17 gennaio – Paula Jones accusa il presidente statunitense Bill Clinton di molestie sessuali.
- 20 gennaio – a Dubai mediante inseminazione artificiale nasce il primo cama, ibrido prodotto dall'accoppiamento di un maschio di camelide (precisamente un dromedario) e una femmina di lama.
- 21 gennaio – visita apostolica di Papa Giovanni Paolo II all'isola di Cuba. È la prima grande manifestazione cattolica a Cuba dai tempi della rivoluzione.

### Febbraio
- 3 febbraio
  - Val di Fiemme, Italia: un Grumman EA-6B Prowler, aereo militare statunitense al comando del capitano Richard J. Ashby, partito dalla base di Aviano, trancia il cavo della funivia del Cermis. 20 i morti. L'incidente verrà ricordato come la Strage del Cermis.
  - Karla Faye Tucker è la prima donna giustiziata negli USA dal 1984.
- 7-22 febbraio – Nagano, Giappone: XVIII Giochi olimpici invernali.
- 12 febbraio – in Sierra Leone le truppe dell'ECOMOG (Comunità economica dell'Africa occidentale) liberano il paese dal controllo della giunta golpista di Johnny Paul Koromah.

### Marzo
- 23 marzo – il colossal Titanic di James Cameron, interpretato da Leonardo DiCaprio e Kate Winslet, si aggiudica undici premi Oscar su 14 candidature, eguagliando il precedente record di Ben-Hur, che durava dal 1960.

### Aprile
- 1º aprile – Il "Kreutzer Strad" è venduto a 947 500 sterline (oltre 1,3 milioni di euro) al Christie's di Londra. È il prezzo più alto mai pagato per un violino costruito dal liutaio cremonese Antonio Stradivari (1644-1737).
- 5 aprile – Giappone: il ponte di Akashi-Kaikyō, che collega Shikoku con Honshu, costato 3,8 miliardi di dollari, apre al traffico, divenendo il più largo ponte sospeso del mondo.
- 14 aprile - Irlanda del nord: accordo di pace tra cattolici e protestanti.

### Maggio
- 1º maggio – Bruxelles: l'Ecofin si riunisce per approvare la lista dei paesi dell'Euro.
- 2 maggio – nascita ufficiale della moneta unica europea con un comunicato del Consiglio dei Ministri europei.
- 4 maggio - Città del Vaticano: poche ore dopo la sua nomina a Comandante della Guardia Svizzera Pontificia, Alois Estermann viene trovato assassinato insieme alla moglie.
- 5 maggio
  - in Italia, le località di Sarno, Quindici, Bracigliano e Siano, sono colpite da un gravissimo fenomeno franoso, composto da colate rapide di fango, l'evento provoca la distruzione di molte abitazioni e la morte di 137 persone nella sola Sarno.
  - Nuova Caledonia: firma dell'accordo di Numea.
- 9 maggio – Israele vince l'Eurovision Song Contest, ospitato a Birmingham, nel Regno Unito.
- 20 maggio – Indonesia: Suharto si dimette, dopo 32 anni, come presidente dell'Indonesia. Gli succede il suo vice Jusuf Habibe.
- 22 maggio – Ha inizio l'Expo 1998 nella città di Lisbona.
- 26 maggio – Australia: istituito il National Sorry Day per rendere noti i torti commessi ai danni delle famiglie indigene e in memoria dei maltrattamenti al popolo aborigeno.
- 30 maggio – Un terremoto di magnitudo 6,6 colpisce l'Afghanistan del nord uccidendo più di 5 000 persone.

### Giugno
- 1º giugno – Viene istituita la Banca centrale europea incaricata dell'attuazione della politica monetaria per i diciannove paesi dell'Unione europea che formano la cosiddetta zona euro. Succede all'Istituto Monetario Europeo. L'olandese Wim Duisenberg si insedia come primo presidente della Banca centrale europea.
- 3 giugno – Germania: deraglia un treno ad Eschede causando 101 morti e 88 feriti.
- 5 giugno – Etiopia e Eritrea: Inizio di nuove ostilità per questioni di confine.
- 7 giugno – Guinea-Bissau: il brigadiere generale Ansumane Mané guida un colpo di Stato e così ha inizio la guerra civile.
- 10 giugno-12 luglio – Francia: si svolge la 16ª edizione del Campionato mondiale di calcio.

### Luglio
- 6 luglio – l'americano Pete Sampras vince il Torneo di tennis di Wimbledon.
- 12 luglio – la Francia vince il mondiale casalingo (primo titolo mondiale della storia della Francia). A St. Denis, i francesi si impongono per 3-0 sul Brasile.
- 17 luglio – due terremoti sottomarini di magnitudo 7,0 causano tre tsunami che colpiscono la Papua Nuova Guinea uccidendo 2 500 persone.

### Agosto
- Russia - Dimissioni del primo ministro Kirienko a causa del crollo del Rublo: subentra Primakov
- 4 agosto – Repubblica Democratica del Congo: inizio della seconda guerra del Congo.
- 7 agosto – le ambasciate statunitensi di Dar es Salaam (Tanzania) e Nairobi (Kenya) sono colpite da attacchi terroristici di gruppi legati a Osama Bin Laden: 224 morti, oltre 4 500 feriti.
- 15 agosto – Omagh, Irlanda del Nord: un ordigno dell'IRA causa 29 vittime.
- 24 agosto – Inghilterra: primo impianto RFID su corpo umano.

### Settembre
- 2 settembre – disastro aereo al largo della Nuova Scozia, in Canada: un MD-11 della Swissair, il volo SR111 partito da New York e diretto a Ginevra con 229 persone a bordo, precipita nella notte.
- 4 settembre – Larry Page e Sergey Brin, studenti dell'Università di Stanford, fondano la società Google Inc.
- 28 settembre – alle elezioni federali in Germania netta vittoria dei socialdemocratici (SPD). Il Bundestag nomina Gerhard Schröder cancelliere che forma il primo governo rosso-verde della storia tedesca dopo sedici anni di governo cristianodemocratico (CDU).
- 30 settembre – chiude Expo '98, Esposizione internazionale di Lisbona aperta il 22 maggio, dal tema: Oceani: un'eredità per il futuro.

### Ottobre
- 16 ottobre
  - Viene pubblicata l'enciclica di Papa Giovanni Paolo II Fides et ratio, sul rapporto tra filosofia e fede.
  - La polizia britannica mette in arresto Augusto Pinochet, dittatore cileno, durante dei trattamenti medici in Gran Bretagna.

### Novembre
- 13 novembre – giunge in Italia il leader del Partito dei Lavoratori del Kurdistan (PKK) Abdullah Öcalan, ricercato dalla polizia turca. Lascerà l'Italia dopo un mese e sarà catturato dai servizi segreti turchi in Kenya.
- 20 novembre – Zarja, il primo componente per la Stazione spaziale internazionale, viene lanciato dal cosmodromo di Bajkonur in Kazakistan.

### Dicembre
- 16 dicembre – Roma: nel quartiere Portuense crolla un palazzo di cinque piani a Via Vigna Jacobini, provocando 27 vittime.
- 27 dicembre-6 gennaio 1999 – 19º World Scout Jamboree in Cile dal titolo "Costruiamo insieme la pace".
- 29 dicembre – i capi dei Khmer rossi chiedono scusa per il genocidio in Cambogia che negli anni settanta causò oltre 1 milione di vittime.
- 31 dicembre – vengono fissati i tassi irrevocabili di conversione con l'euro di 11 valute europee.

## Nati
Ci sono circa 4 540 voci su persone nate nel 1998; vedi la pagina Nati nel 1998 per un elenco descrittivo o la categoria Nati nel 1998 per un indice alfabetico.

## Morti
Ci sono circa 1 450 voci su persone morte nel 1998; vedi la pagina Morti nel 1998 per un elenco descrittivo o la categoria Morti nel 1998 per un indice alfabetico.

## Calendario
| Calendario 1998 | Calendario 1998 | Calendario 1998 | Calendario 1998 | Calendario 1998 | Calendario 1998 | Calendario 1998 | Calendario 1998 | Calendario 1998 | Calendario 1998 | Calendario 1998 | Calendario 1998 | Calendario 1998 | Calendario 1998 | Calendario 1998 | Calendario 1998 | Calendario 1998 | Calendario 1998 | Calendario 1998 | Calendario 1998 | Calendario 1998 | Calendario 1998 | Calendario 1998 | Calendario 1998 | Calendario 1998 | Calendario 1998 | Calendario 1998 | Calendario 1998 | Calendario 1998 | Calendario 1998 | Calendario 1998 | Calendario 1998 | Calendario 1998 |
| --------------- | --------------- | --------------- | --------------- | --------------- | --------------- | --------------- | --------------- | --------------- | --------------- | --------------- | --------------- | --------------- | --------------- | --------------- | --------------- | --------------- | --------------- | --------------- | --------------- | --------------- | --------------- | --------------- | --------------- | --------------- | --------------- | --------------- | --------------- | --------------- | --------------- | --------------- | --------------- | --------------- |
|                 | 1               | 2               | 3               | 4               | 5               | 6               | 7               | 8               | 9               | 10              | 11              | 12              | 13              | 14              | 15              | 16              | 17              | 18              | 19              | 20              | 21              | 22              | 23              | 24              | 25              | 26              | 27              | 28              | 29              | 30              | 31              |                 |
| Gennaio         | Gi              | Ve              | Sa              | Do              | Lu              | Ma              | Me              | Gi              | Ve              | Sa              | Do              | Lu              | Ma              | Me              | Gi              | Ve              | Sa              | Do              | Lu              | Ma              | Me              | Gi              | Ve              | Sa              | Do              | Lu              | Ma              | Me              | Gi              | Ve              | Sa              |                 |
| Febbraio        | Do              | Lu              | Ma              | Me              | Gi              | Ve              | Sa              | Do              | Lu              | Ma              | Me              | Gi              | Ve              | Sa              | Do              | Lu              | Ma              | Me              | Gi              | Ve              | Sa              | Do              | Lu              | Ma              | Me              | Gi              | Ve              | Sa              |                 |                 |                 |                 |
| Marzo           | Do              | Lu              | Ma              | Me              | Gi              | Ve              | Sa              | Do              | Lu              | Ma              | Me              | Gi              | Ve              | Sa              | Do              | Lu              | Ma              | Me              | Gi              | Ve              | Sa              | Do              | Lu              | Ma              | Me              | Gi              | Ve              | Sa              | Do              | Lu              | Ma              |                 |
| Aprile          | Me              | Gi              | Ve              | Sa              | Do              | Lu              | Ma              | Me              | Gi              | Ve              | Sa              | Do              | Lu              | Ma              | Me              | Gi              | Ve              | Sa              | Do              | Lu              | Ma              | Me              | Gi              | Ve              | Sa              | Do              | Lu              | Ma              | Me              | Gi              |                 |                 |
| Maggio          | Ve              | Sa              | Do              | Lu              | Ma              | Me              | Gi              | Ve              | Sa              | Do              | Lu              | Ma              | Me              | Gi              | Ve              | Sa              | Do              | Lu              | Ma              | Me              | Gi              | Ve              | Sa              | Do              | Lu              | Ma              | Me              | Gi              | Ve              | Sa              | Do              |                 |
| Giugno          | Lu              | Ma              | Me              | Gi              | Ve              | Sa              | Do              | Lu              | Ma              | Me              | Gi              | Ve              | Sa              | Do              | Lu              | Ma              | Me              | Gi              | Ve              | Sa              | Do              | Lu              | Ma              | Me              | Gi              | Ve              | Sa              | Do              | Lu              | Ma              |                 |                 |
| Luglio          | Me              | Gi              | Ve              | Sa              | Do              | Lu              | Ma              | Me              | Gi              | Ve              | Sa              | Do              | Lu              | Ma              | Me              | Gi              | Ve              | Sa              | Do              | Lu              | Ma              | Me              | Gi              | Ve              | Sa              | Do              | Lu              | Ma              | Me              | Gi              | Ve              |                 |
| Agosto          | Sa              | Do              | Lu              | Ma              | Me              | Gi              | Ve              | Sa              | Do              | Lu              | Ma              | Me              | Gi              | Ve              | Sa              | Do              | Lu              | Ma              | Me              | Gi              | Ve              | Sa              | Do              | Lu              | Ma              | Me              | Gi              | Ve              | Sa              | Do              | Lu              |                 |
| Settembre       | Ma              | Me              | Gi              | Ve              | Sa              | Do              | Lu              | Ma              | Me              | Gi              | Ve              | Sa              | Do              | Lu              | Ma              | Me              | Gi              | Ve              | Sa              | Do              | Lu              | Ma              | Me              | Gi              | Ve              | Sa              | Do              | Lu              | Ma              | Me              |                 |                 |
| Ottobre         | Gi              | Ve              | Sa              | Do              | Lu              | Ma              | Me              | Gi              | Ve              | Sa              | Do              | Lu              | Ma              | Me              | Gi              | Ve              | Sa              | Do              | Lu              | Ma              | Me              | Gi              | Ve              | Sa              | Do              | Lu              | Ma              | Me              | Gi              | Ve              | Sa              |                 |
| Novembre        | Do              | Lu              | Ma              | Me              | Gi              | Ve              | Sa              | Do              | Lu              | Ma              | Me              | Gi              | Ve              | Sa              | Do              | Lu              | Ma              | Me              | Gi              | Ve              | Sa              | Do              | Lu              | Ma              | Me              | Gi              | Ve              | Sa              | Do              | Lu              |                 |                 |
| Dicembre        | Ma              | Me              | Gi              | Ve              | Sa              | Do              | Lu              | Ma              | Me              | Gi              | Ve              | Sa              | Do              | Lu              | Ma              | Me              | Gi              | Ve              | Sa              | Do              | Lu              | Ma              | Me              | Gi              | Ve              | Sa              | Do              | Lu              | Ma              | Me              | Gi              |                 |

## Premi Nobel
In quest'anno sono stati conferiti i seguenti Premi Nobel:
- per la Pace: John Hume, David Trimble
- per la Letteratura: José Saramago
- per la Medicina: Robert F. Furchgott, Louis J. Ignarro, Ferid Murad
- per la Fisica: Robert B. Laughlin, Horst Störmer, Daniel Tsui
- per la Chimica: Walter Kohn, John A. Pople
- per l'Economia: Amartya Sen